# 27132 Ježek
27132 Ježek là một tiểu hành tinh vành đai chính với chu kỳ quỹ đạo là 1337.9628334 ngày (3.66 năm), đặt tên theo Czech composer Jaroslav Ježek.
Nó được phát hiện ngày 11 tháng 12 năm 1998.